# 張庭珍
张庭珍（1229年—1284年），元朝官员，祖籍临潢全州，父亲张楫，金朝商州南仓使，归降蒙古，窝阔台时任北京都转运使。于是定居北京路（治今内蒙古宁城县西大明城）。
蒙哥即位，他担任必阇赤。攻打南宋，担任阆州安抚使。忽必烈即位，以他熟悉西京（今山西大同市）通漠北道路，奉命立砂井（今内蒙古四子王旗北大庙）等驿，筹运供应攻打阿里不哥的军粮。改任同签吐蕃经略使。至元六年（1269年）担任安南达鲁花赤，奉命出使安南，迫使安南国王按时入贡。后来跟随阿里海牙攻打南宋襄阳，任襄阳行省郎中，使宋将吕文焕举城投降。历任襄阳路总管兼府尹，郢、复二州、平江路（今江苏苏州）达鲁花赤、同知浙东宣慰使司事，大司农卿。灭宋后，至元十九年（1282年），担任南京路总管兼开封府尹，处死劫掠百姓的控鹤军士十余人。免除境内饥民赋税，发仓廪赈流民。黄河决口，赈济受水灾之民众，派船筏载粮食救灾民，亲督人夫筑堤防。在官任上去世。